# Jesús Bernaldo de Quirós
Jesús María Bernaldo de Quirós y Muñoz (21 de julio de 1871-4 de diciembre de 1939) fue un político y noble español, diputado a Cortes por Pravia. Ostentó el título nobiliario de i marqués de Quirós, con grandeza de España.

## Biografía
De familia aristocrática, era primo materno del rey Alfonso XII de España. Hijo del diplomático José María Bernaldo de Quirós y González de Cienfuegos, viii marqués de Campo-Sagrado, ministro plenipotenciario en San Petersburgo, Constantinopla y Atenas, y de María Cristina Muñoz y Borbón, su mujer, i marquesa de la Isabela, que era hermana uterina de la reina Isabel II.
Nació el 21 de julio de 1871 en el palacio familiar de Mieres, y se educó entre Francia y España.
Adscrito a las filas liberales, fue elegido diputado a las Cortes de la Restauración en las elecciones de 1910 por el distrito electoral de Pravia (provincia de Oviedo), con 3730 votos; causó baja como diputado en 1914. Falleció el 4 de diciembre de 1939 en Madrid.
Fue desde 1895 ii vizconde de la Dehesilla, por cesión de su madre, y también desde muy joven caballero de las órdenes militares de Alcántara y Malta y de la Real Maestranza de Granada.
Contrajo matrimonio el 25 de octubre de 1906 con Consuelo Alcalá-Galiano y Osma, hija de Emilio Alcalá-Galiano y Valencia, iv conde de Casa Valencia. Con motivo de la boda, el rey Alfonso XIII le otorgó el título de marqués de Quirós, con grandeza de España. Y más tarde, en sucesión de sus padres, fue también ix marqués de Campo Sagrado, ii de la Isabela y x conde de Marcel de Peñalba. Sirvió a dicho monarca como gentilhombre de cámara con ejercicio y servidumbre.